# Австралийский пилонос

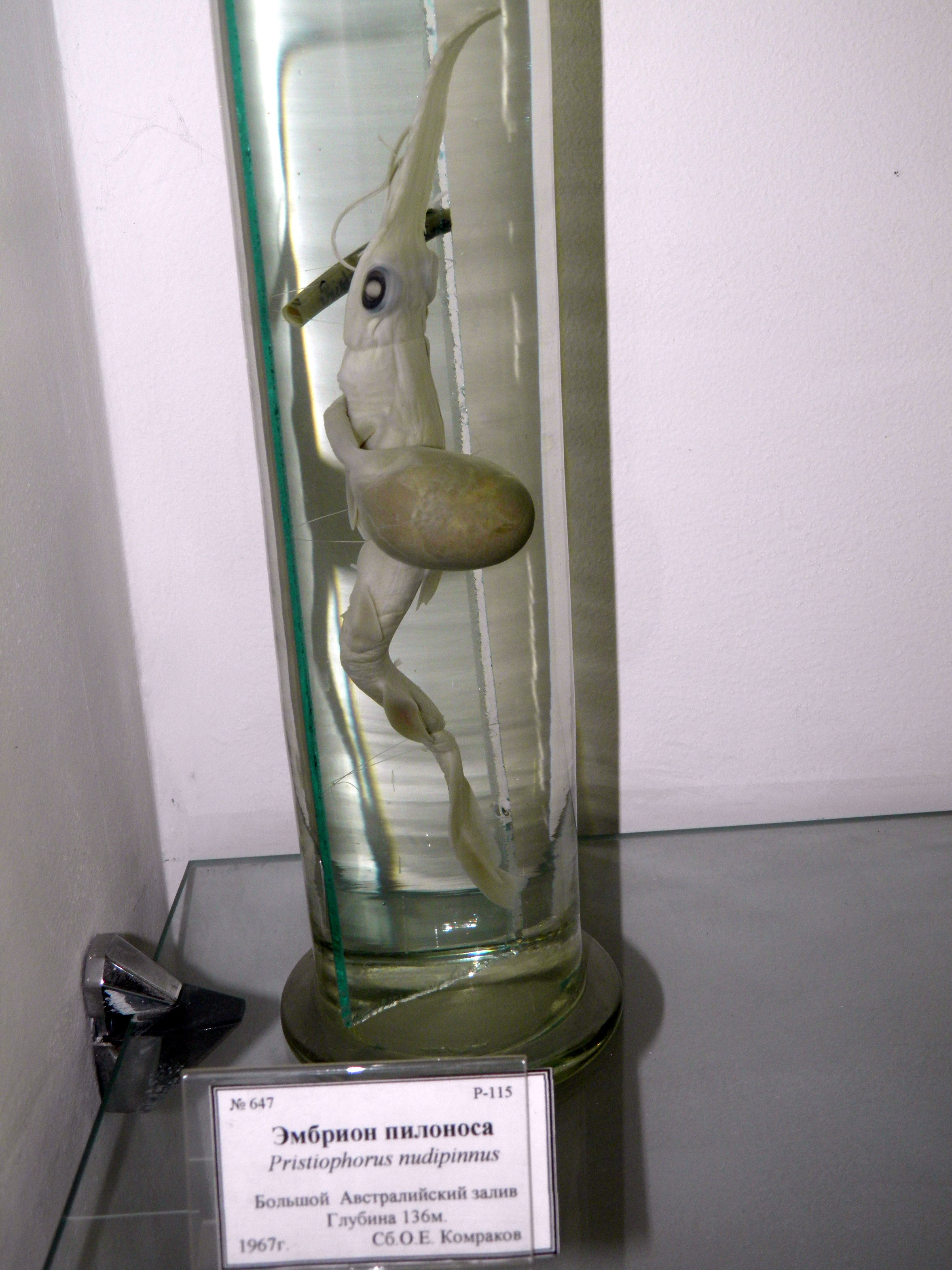
Эмбрион австралийского пилоноса

Австралийский пилонос (лат. Pristiophorus nudipinnis) — вид хрящевых рыб рода пилоносов семейства пилоносых акул. Эти акулы являются эндемиками южного побережья Австралии, они в умеренных водах встречаются на глубине до 165 м. Максимальная зарегистрированная длина 124 см. У пилоносов вытянутое рыло образует длинный рострум, усеянный латеральными зубцами. На нижней поверхности рострума имеются усики. Эти акулы размножаются яйцеживорождением. Рацион состоит из мелких донных животных. Эти акулы представляют незначительный интерес для коммерческого рыбного промысла.

## Таксономия
Впервые вид был научно описан в 1870 году. Синтип представляет собой взрослого самца длиной 104 см, пойманного у берегов Тасмании или у южного побережья Австралии. Видовой эпитет происходит от слов лат. nudus — «голый» и лат. pinnis — «крылья» и связан с тем, что у этих акул спинные плавники и дорсальная поверхность грудных плавников лишены чешуи.

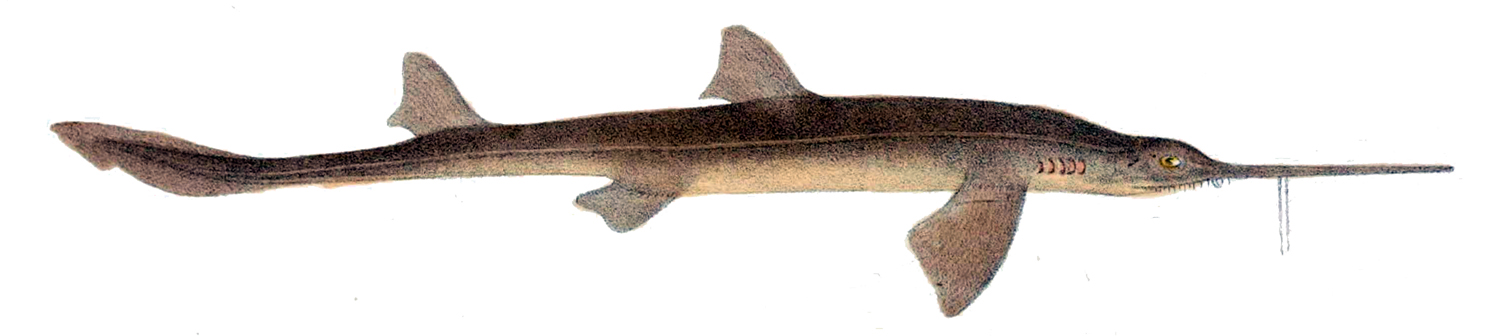
Одна из ранних иллюстраций, изображающая австралийского пилоноса (1881)

## Ареал
Австралийские пилоносы являются эндемиками умеренных и субтропических вод, омывающих южное побережье Австралии и Тасмании. Эти акулы встречаются у дна на континентальном шельфе на глубине от 37 до 165 м.

## Описание
У австралийских пилоносов вытянутое, слегка приплюснутое, но не уплощённое как у скатов тело. Голова также слегка приплюснута, но не растянута латерально. Рыло удлинённое и приплюснутое, вытянутое в виде пилообразного рострума с латеральными зубцами. В целом рострум не очень длинный, широкий и резко сужается к кончику. На вентральной поверхности рыла располагается пара усиков, выполняющая функции осязания. На каждой стороне рострума перед усиками имеется по 13 крупных зубцов и 6 позади усиков. Края крупных зубцов гладкие. Преоральное расстояние равно 23—24 % длины тела. Основание ростральных усиков ближе ко рту, чем к кончику рыла. Дистанция между ростральными усиками и ноздрями равна расстоянию от ноздрей до заднего кончика рта. Расстояние от рта до ноздрей равно 0,9 длины дистанции между ноздрями. На верхней челюсти имеется 33—35 зубов.
Два спинных плавника лишены шипов у основания. Анальный плавник отсутствует. Основание первого спинного плавника расположено на уровне пространства между грудными и брюшными плавниками. Грудные плавники довольно крупные, но не крыловидные. Брюшные плавники маленькие. Рот расположен перед глазами. Имеются назальные желобки, не соединяющиеся со ртом. Губные бороздки короткие. Овальные довольно крупные глаза вытянуты по горизонтали. Третье веко отсутствует. 5 пар жаберных щелей. Позади глаз имеются крупные брызгальца. Хвостовой плавник асимметричный, верхняя лопасть удлинена, нижняя отсутствует. Спинные и дорсальная поверхность грудных плавников у крупных особей лишены чешуи. Тело покрыто крупными заострёнными плакоидными чешуями. Максимальная зарегистрированная длина и масса самцов и самок равны 110 см и 124 см и 2,2 и 4,3 кг соответственно.

## Биология
Австралийские пилоносы размножаются яйцеживорождением. В помёте от 7 до 14 новорожденных длиной 28 см, а по другим данным 35 см. Вероятно, ростральные крупные зубцы прорезываются незадолго до рождения, но, чтобы не нанести матери вреда они остаются прижатыми к роструму, а мелкие прорезываются между крупными уже после появления на свет, тогда же распрямляются и крупные зубцы. Цикл размножения двухгодичный. Считается, что у этих акул довольно высокий уровень воспроизводства.
Рацион состоит из небольших донных животных. Длинный чувствительный рострум имеет боковую линию, способную улавливать вибрацию, и оснащён электрорецепторами. Плоская голова и рыло, крупный затылочный мыщелок и специализированные шейные позвонки позволяют пилоносым акулам использовать рострум как мощное оружие, чтобы рыться в грунте и убивать жертву. Однако подобное поведение не было зафиксировано воочию, поскольку, в отличие от пилорылых скатов, этих акул не удаётся содержать в неволе. Очень короткие челюсти и удлинённая ротовая и жаберные полости дают основание предположить, что южные пилоносы способны внезапно засасывать жертву.

## Взаимодействие с человеком
Австралийские пилоносы не представляют опасности для человека, однако при обращении с ними следует соблюдать осторожность, поскольку острые ростральные зубцы способны сильно поранить. Эти акулы часто попадаются в качестве прилова при целевом промысле с помощью жаберных сетей австралийских куньих акул. За период с 1970 по 2001 г совместный улов южных пилоносов и Pristiophorus nudipinnis варьировался от 43 до 301 тонн составил 7 % от общего улова акул. Кроме того, урон популяции южных пилоносов наносил вылов в качестве прилова Юго-восточным траулерным
рыболовным фотом, ведущим промысел разных костистых рыб с помощью глубоководных тралов у берегов Нового Южного Уэльса, восточного побережья Виктории и Тасмании. Улов пилоносых акул с этом секторе в 2002 году составил 106 тонн. В настоящее время введён мораторий на промысел в водах Виктории, действующий на расстоянии 3 мили от берега.
Международный союз охраны природы присвоил этому виду статус сохранности «Вызывающий наименьшие опасения».